# Eerste Klasse (Niederlande)
Die Eerste Klasse war von 1897 bis 1955 die höchste niederländische Fußballliga. Infolge der Einführung des Profifußballs in den Niederlanden ab 1954, wurde sie 1955 als 1. Liga von der Hoofdklasse abgelöst. Im weiteren Verlauf der Professionalisierung wurde diese bereits im Folgejahr durch die drei Profiligen Eredivisie, Eerste Divisie und Tweede Divisie ersetzt, woraufhin die Eerste Klasse als höchste Amateurliga fortan nur noch viertklassig war. Auch als 1971 die Tweede Divisie aufgrund mangelnder Rentabilität aufgelöst wurde, war die Aufwertung der Eerste Klasse nur von kurzer Dauer, da bereits 1974 die Hoofdklasse als erste Amateurliga neugegründet wurde. Seit 2010 die Topklasse als Bindeglied zwischen Profi- und Amateurbereich den Spielbetrieb aufgenommen hat, ist sie nunmehr fünftklassig bzw. die 3. Amateurliga. Der letzte niederländische Meister der noch über die Eerste Klasse ausgespielt und gleichzeitig der erste Profimeister wurde, ist Willem II Tilburg (Saison 1954/55).

## Staffeleinteilung
Infolge des historisch gewachsenen konfessionellen Partikularismus (Verzuiling) der Niederlande, ist die Eerste Klasse in zwei Abteilungen aufgeteilt, der Samstags- und Sonntagsamateure (zaterdagamateurs / zondagamateurs). In der Samstagsgruppe spielen traditionell protestantisch und in der Sonntagsgruppe katholisch oder proletarisch geprägte Mannschaften. Die Abteilungen wiederum sind in fünf Regionen geografisch gegliedert, die teilweise nochmals unterteilt sind.
| Region  | Samstagsamateure                | Sonntagsamateure |
| ------- | ------------------------------- | ---------------- |
| West I  | Eerste Klasse A                 | Eerste Klasse A  |
| West II | Eerste Klasse B Eerste Klasse C |                  |
| Süd I   | Eerste Klasse D                 | Eerste Klasse B  |
| Süd II  |                                 | Eerste Klasse C  |
| Ost     | Eerste Klasse E                 | Eerste Klasse D  |
| Nord    | Eerste Klasse F                 | Eerste Klasse E  |